# سفارت

سفارت واتیکان در تهران

سفارت نمایندگی دائم یا موقت یک کشور در کشوری دیگر است. گاهی محل اقامت سفیر یا نمایندگان دولت‌های خارجی در داخل سفارت آن کشور قرار دارد. بر طبق «قرارداد وین دربارهٔ روابط سیاسی» (ماده بیست و دو، بیست و چهار و سی‌ام) سفارت خانه‌ها، بایگانی، اسناد این مکان‌ها و همچنین محل اقامت مأموران از مصونیت سیاسی برخوردارند. این بدان معناست که کشور میزبان کلیه تدابیر لازم جهت محافظت از اماکن دیپلماتیک در برابر تجاوز و خرابکاری را اتخاذ نماید و حافظ امنیت آنان باشد....

## مصونیت

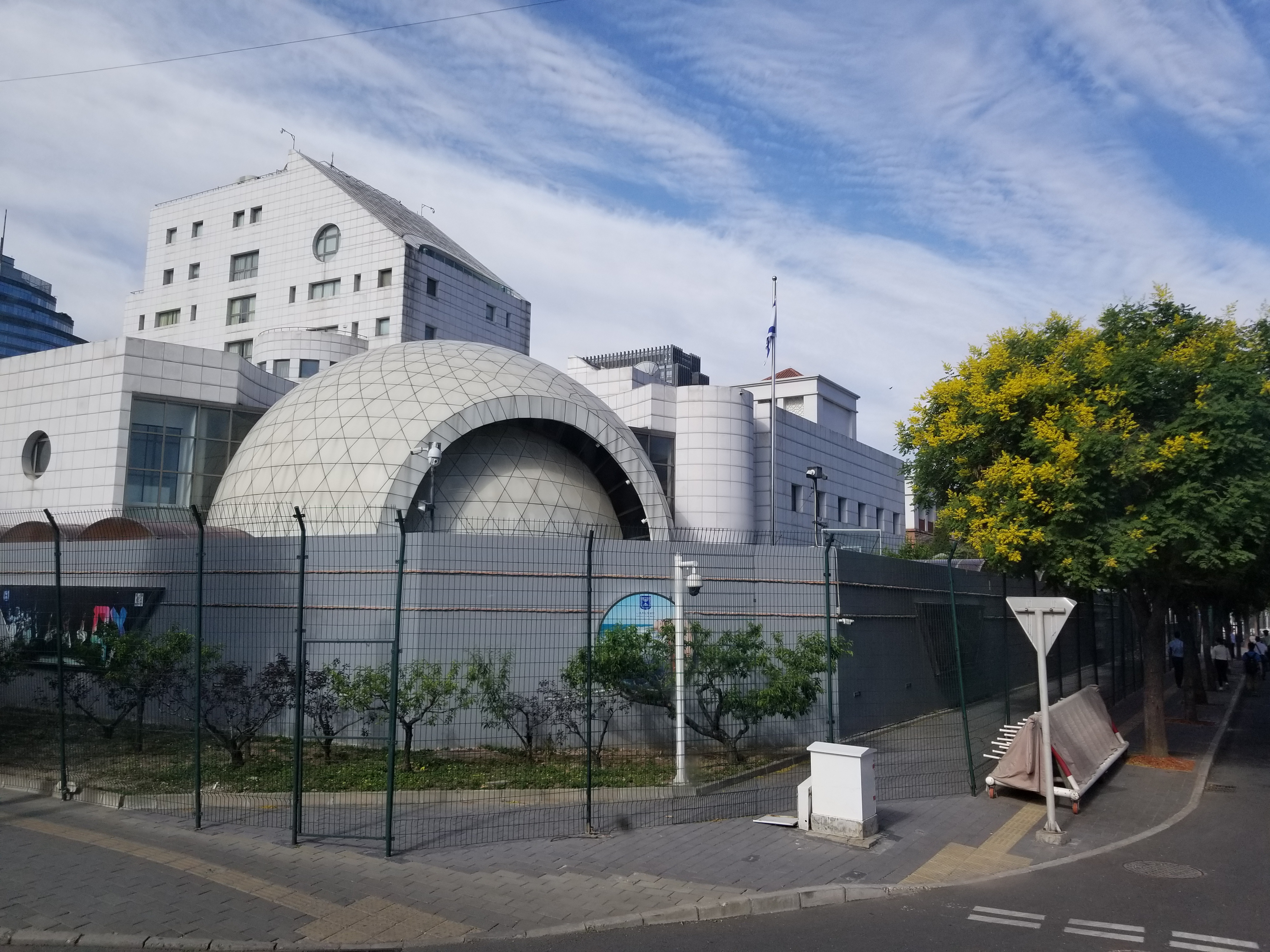
سفارت اسرائیل در چین

برخلاف باور رایج سفارت هر کشور قلمرو مستقل آن کشور نبوده و بخشی از خاک آن محسوب نمی‌شود. و فقط از اجرای برخی قوانین محلی در محدوده خود معاف هستند، بلکه به نظر می‌رسد این باور اشتباه ریشه در مصونیت کامل دیپلماتیک دارد که در قرارداد وین به آن‌ها اشاره شده‌است. از آن جمله می‌توان به این مورد اشاره کرد که «مأمورین کشور میزبان جز با کسب اجازه از مسئول سفارت حق ورود به این اماکن را نخواهند داشت.» بااین وجود حمله به سفارت یک کشور، می‌تواند حمله به خاک آن کشور هم محسوب شود.

## ساختار و ماهیت یک سفارت خانه

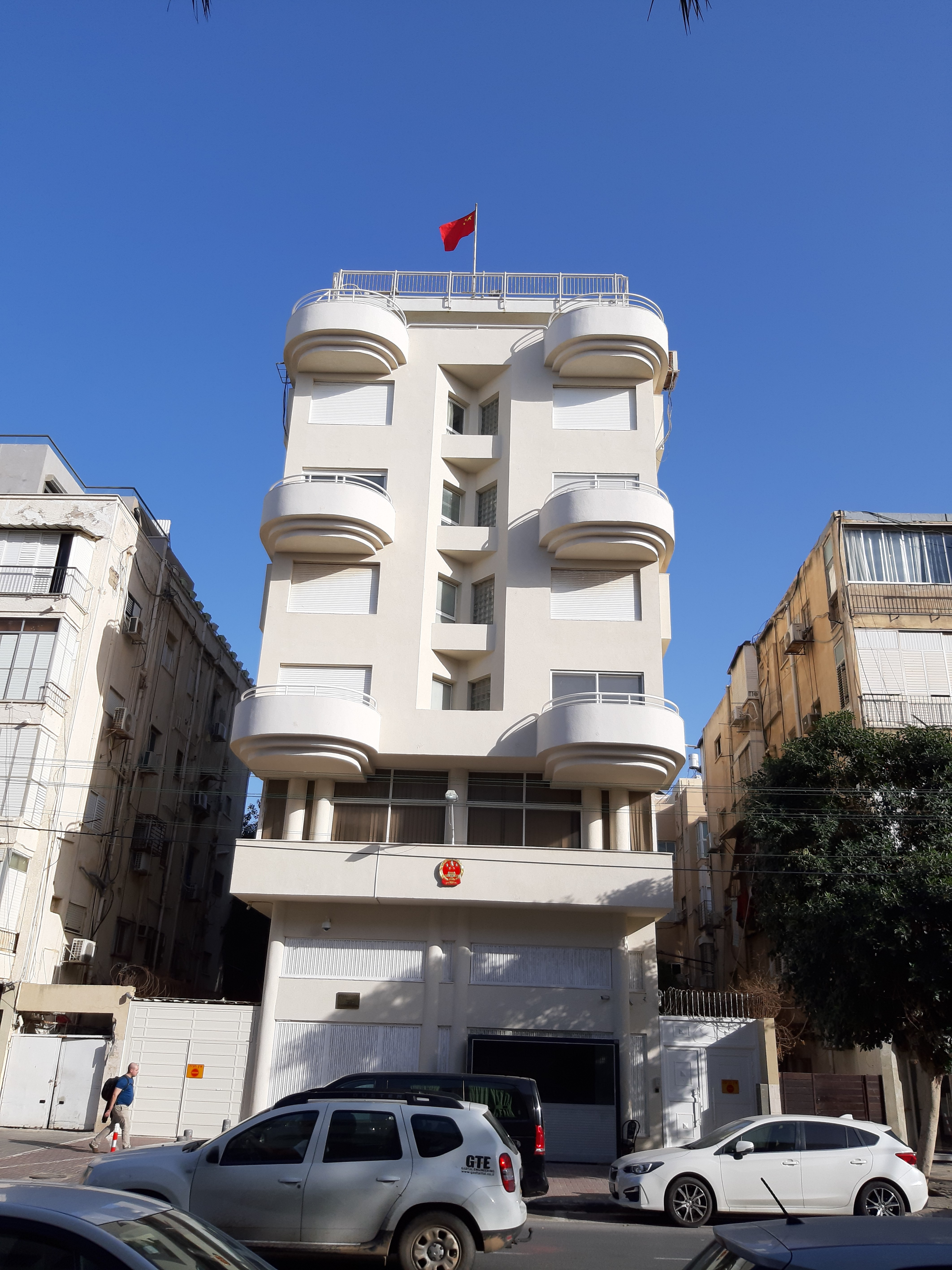
سفارت چین در تل آویو، اسرائیل

یک سفارت متشکل از صدارتخانه و اقامتگاه است. صدراعظم اداره است و مانند هر مرجعی به بخش‌های مختلف تقسیم می‌شود. اقامتگاه خانه سفیر و خانواده اش است. همچنین به عنوان نمایندگی رسمی در پذیرایی‌های رسمی در مناسبت‌های مختلف عمل می‌کند و معمولاً در مورد سفارتخانه‌های کوچک در همان ساختمان با صدارتخانه مستقر می‌شود، در حالی که در مورد سفارتخانه‌های بزرگ در ساختمان خود و اغلب در قسمت دیگری از سفارتخانه قرار دارد.
شرکت حقوقی معمولاً متشکل از بخش سیاسی و سایر بخش‌های تخصصی است، به عنوان مثال اداره بازرگانی، اداره نظامی، اداره فرهنگ یا اداره مطبوعات. تا جایی که وظایف کنسولی نیز توسط سفارت انجام می‌شود، یک بخش کنسولی نیز وجود دارد. به عنوان یک قاعده، سفارت تنها وظایف کنسولی را برای بخشی از قلمرو ملی کشور میزبان انجام می‌دهد. برای دیگر بخش‌ها، ممکن است توسط کنسولگری‌های دیگر (سرکنسولگری، معاونت کنسولگری و کنسولگری افتخاری) در شهرهای دیگر کشور میزبان حمایت شود.

## توسعه تاریخی سفارتخانه‌ها
پس از کنگره وین، پنج قدرت بزرگ در آغاز قرن بیستم، فرانسه، بریتانیا، اتریش، پروس و روسیه سفارت‌هایی را در پایتخت‌های دیگر قدرت‌های بزرگ تأسیس کردند. از سوی دیگر، نمایندگی‌های دیپلماتیک دولت‌های کوچکتر و نمایندگی‌های قدرت‌های بزرگ در دولت‌های کوچک‌تر، نمایندگی‌ها نامیده می‌شوند.
با ارتقاء یک نمایندگی به سفارت، افزایش موقعیت قدرت یک دولت نیز از نظر دیپلماتیک به رسمیت شناخته شد. به عنوان مثال، در سال ۱۹۰۶ سفارت ژاپن در آلمان و سفارت آلمان در توکیو به وضعیت سفارت ارتقا یافتند. تا سال ۱۹۱۴، نمایندگی‌های آلمان در ایتالیا، اسپانیا، ترکیه و ایالات متحده نیز به سفارتخانه تبدیل شدند.
در دهه‌های ۱۹۵۰ و ۱۹۶۰، اکثر نمایندگی‌های قبلی به سفارتخانه ارتقا یافتند، به طوری که امروزه تمام سفارت‌خانه‌های همه کشورها دارای وضعیت رسمی یکسانی هستند. اما به مؤسسه نمایندگی دائم توجه داشته باشید که از اصطلاح «سفارت» متمایز است.
حقوق حمایتی قابل اعمال برای سفارتخانه‌ها گهگاه توسط شهروندانی که از ورود به کشور سفارت محروم می‌شوند مورد سوء استفاده قرار می‌گیرد. در سال ۱۹۸۹، سفارتخانه‌های آلمان در بوداپست، ورشو و پراگ نقش بسیار مهمی در تاریخ آلمان ایفا کردند. در ماه سپتامبر، دولت مجارستان اولین دولتی بود که به شهروندان آلمانی آلمان که در محوطه سفارت آلمان غربی پناهنده شده بودند، اجازه داد به غرب مهاجرت کنند. چند هفته بعد، در سپتامبر ۱۹۸۹، هانس دیتریش گنشر توانست به صدها پناهنده که در سفارت آلمان در پراگ اقامت داشتند، اعلام کند که اجازه خروج از کشور به آنها داده شده‌است. در سال‌های گذشته گه‌گاه سفارت‌خانه‌ها در ورشو و برلین شرقی (نمایندگی دائم) اشغال می‌شد که عمدتاً با احتیاط انجام می‌شد. در سال ۲۰۰۳، اتباع کره شمالی که از چین بازدید می‌کردند چندین بار از پکن پایتخت چین گریختند و توانستند از طریق سفارتخانه‌ها (از جمله آلمان) به کره جنوبی فرار کنند.